# Theresia von Portugal

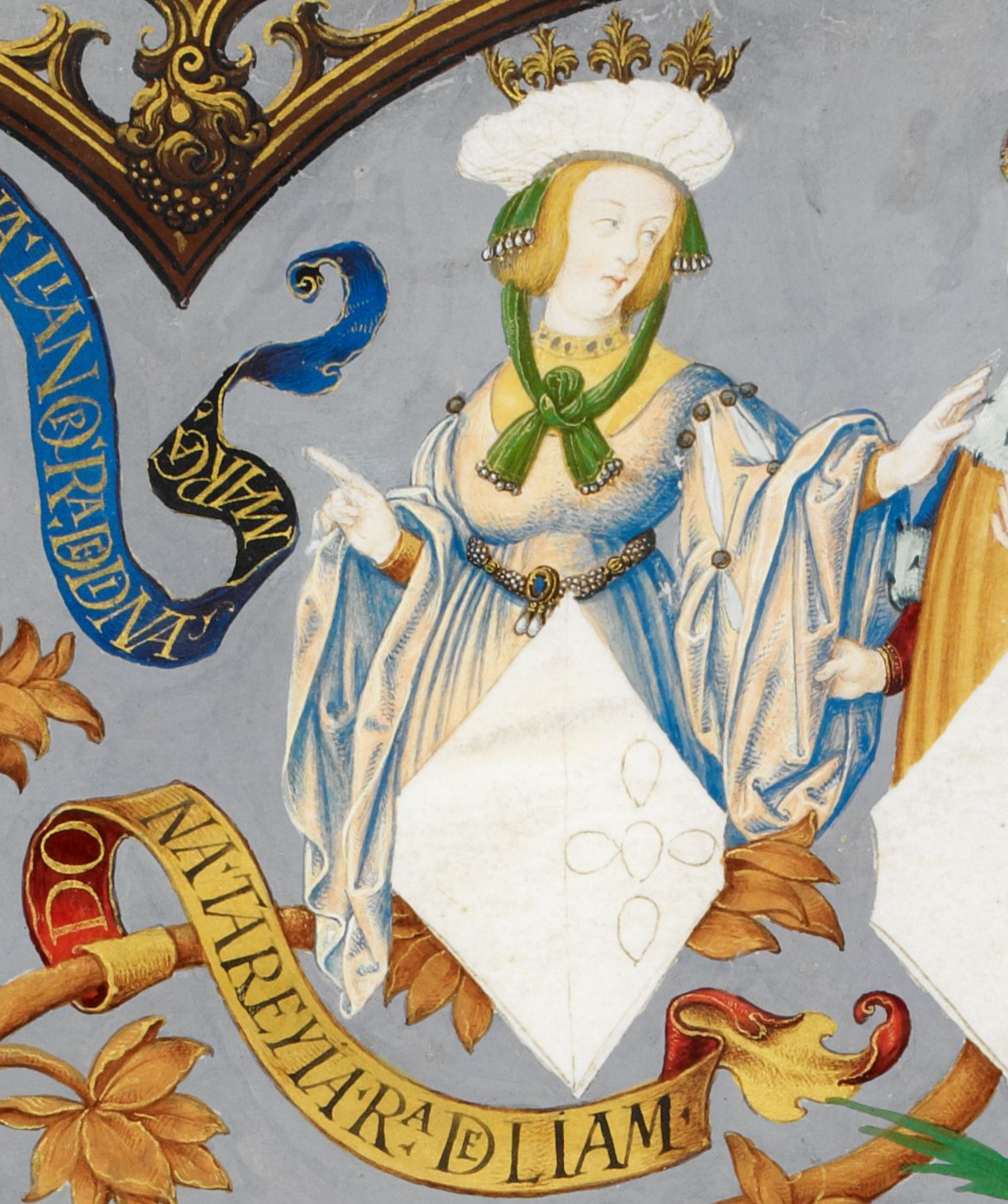
Theresia von Portugal in der Genealogie der Könige von Portugal (António de Holanda, 1530–1534)

Theresia (oder Teresa) von Portugal (* um 1178 in Coimbra; † 18. Juni 1250 in Lorvão) war die erste Frau von König Alfons IX. und von 1191 bis 1197 Königin von Léon. Seit 1705 ist sie eine Selige der römisch-katholischen Kirche.

## Leben

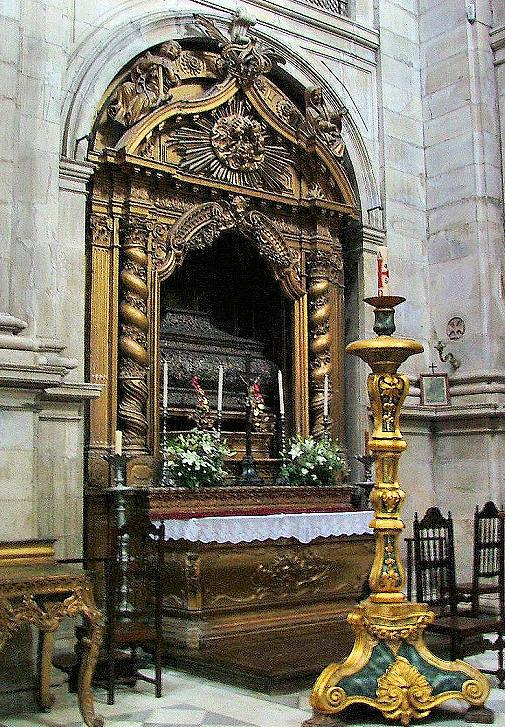
Grab von Theresia von Portugal im Kloster von Lorvão (1715)

Theresia kam um 1178 als älteste Tochter von König Sancho I. von Portugal und Dulce von Barcelona in Coimbra zur Welt.
Sie heiratete 1191 Alfons IX. von León und hatte mit ihm drei Kinder. Papst Coelestin III. ließ diese Ehe 1197 wegen zu naher Verwandtschaft für nichtig erklären, denn die beiden hatten Alfons I. von Portugal als gemeinsamen Großvater. Daraufhin zog sich Theresia nach Portugal zurück.
Sie versuchte vergeblich, nach dem Tod von Alfons IX. im Jahre 1230 Ansprüche ihrer beiden Töchter auf den Thron in León durchzusetzen. König Ferdinand II. von Kastilien, Sohn von Alfons’ zweiter und ebenfalls geschiedener Ehefrau Berenguela von Kastilien, löste die Thronansprüche seiner Halbschwestern mit 30.000 Goldstücken (aurei) ab.
Von ihrer Morgengabe errichtete Theresia ein Zisterzienserinnenkloster, in das ihre Töchter eintraten. Sie selbst lebte ab 1229 im Kloster der Zisterzienserinnen in Lorvão, wo in der Klosterkirche auch ihr Grab ist.
Am 13. Dezember 1705 wurde Theresia von Papst Clemens XI. zusammen mit ihrer Schwester Sancha seliggesprochen. Ihr katholischer Feiertag ist der 17. Juni.

## Nachkommen
Die Kinder von Alfons und Theresia von Portugal waren:
- Sancha (1192–1270), war verlobt mit ihrem Cousin Heinrich I. von Kastilien, der aber vor der Hochzeit im Jahr 1217 starb
- Dulce, bzw. auch Aldonza genannt (1195–1243)
- Ferdinand (1204–August 1214)